# Luca Finn Kahl
Luca Finn Kahl (* 1. Juni 1997 in Soest) ist ein deutscher Basketballspieler. Er spielt für die Bayer Giants Leverkusen.

## Laufbahn
Mit 13 Jahren wechselte Kahl vom Fußball und vom SC Grün-Weiß Paderborn zum Basketball und damit zu den Paderborn Baskets. 2011 wurde er mit der U14-Mannschaft der Ostwestfalen Deutscher Meister. Später spielte er unter anderem in der Jugend-Basketball-Bundesliga und Nachwuchs-Basketball-Bundesliga.
In der Saison 2015/16 erhielte Kahl erste Einsatzminuten in der Herrenmannschaft Paderborns in der 2. Bundesliga ProA. Aus 16 Einsätzen für die Ostwestfalen in seinem ersten Profijahr wurden in der Saison 2016/17 19 Spiele (1,6 Punkte pro Spiel). In seiner letzten Spielzeit für die Paderborner erzielte er im Schnitt 3,3 Zähler und 1,7 Rebounds je Begegnung.
Nachdem er seine gesamte Basketballjugend im Paderborner Trikot verbracht hatte, wechselte Kahl im Sommer 2019 zu den Bayer Giants Leverkusen. Beim Zweitligaaufsteiger sicherte er sich auf Anhieb nennenswerte Einsatzzeit unter Trainer Hansi Gnad. Mit Leverkusen war der gebürtige Soester auf Kurs in Richtung Aufstiegsrunde, doch die COVID-19-Pandemie in Deutschland beendete die ProA-Spielzeit 2019/20 vorzeitig. Im Schnitt erzielte Kahl 4,4 Punkte und verteilte 2,6 Korbvorlagen pro Spiel. Im September 2019 erzielte er 18 Punkte gegen die Niners Chemnitz und stellte damit in der 2. Bundesliga eine neue persönliche Bestmarke in der Wertung „Punkte in einem Spiel“ auf.
Im Frühjahr 2020 gaben die Verantwortlichen der Rheinländer die Vertragsverlängerung von Kahl bekannt. Er hielt dem Rekordmeister die Treue, um sich weiterzuentwickeln. In den ersten Spielen der Saison 2020/21 lieferte Kahl ähnliche statistische Wert ab wie in der vorherigen Spielzeit, jedoch bremste den Spielmacher eine hartnäckige Wadenverletzung für einige Wochen aus. In der Folge hatte auch er großen Anteil am Einzug der Leverkusener in das Finale um den Meistertitel in der ProA-Spielzeit 2020/21. In der Endspielserie unterlagen die Rheinländer den MLP Academics Heidelberg deutlich (66:96 / 93:93). Mit 5,6 Zählern pro Begegnung steigerte Kahl seinen Punktedurchschnitt in dieser Saison.
Auch wenn die Farbenstädter den Aufstieg in die Basketball-Bundesliga nicht wahrnahmen, hielt Kahl dem Klub die Treue. 2021/22 standen neben ihm mit Melvin Jostmann und Luis Figge zwei weitere Akteure aus der Paderborner Talentschmiede in den Reihen der Leverkusener. In der Sommerpause 2022 wechselte Kahl gemeinsam mit seinem Mannschaftskameraden Figge von Leverkusen zum Bundesliga-Absteiger Gießen 46ers. Bei den Mittelhessen blieb er Ergänzungsspieler. Kahl kehrte 2024 nach Leverkusen zurück. Die Mannschaft trat mittlerweile in der dritthöchsten deutschen Spielklasse, 2. Bundesliga ProB, an. Mit den Rheinländern gewann er im Mai 2025 die ProB-Meisterschaft. Im Finale bezwang man die SBB Baskets Wolmirstedt in beiden Partien.

### Nationalmannschaft
2019 erhielt er eine Berufung in die deutsche U23-Nationalmannschaft in der Basketball-Spielart „3-gegen-3“.

## Statistiken
| Mannschaft                     | Saison  | Spiele | Punkte | Rebounds | Assists | Steals | Spielminuten | Effektivität |
| ------------------------------ | ------- | ------ | ------ | -------- | ------- | ------ | ------------ | ------------ |
| Paderborn Baskets (ProA)       | 2015/16 | 16     | 1,5    | 0,6      | 0,3     | 0,3    | 06:17 Min.   | 1,9          |
| Paderborn (ProA)               | 2016/17 | 19     | 1,6    | 0,7      | 0,2     | 0,4    | 08:29 Min.   | 1,5          |
| Paderborn (ProA)               | 2017/18 | 29     | 3,3    | 1,7      | 1,3     | 0,5    | 15:33 Min.   | 4,2          |
| Paderborn (ProA)               | 2018/19 | 27     | 5,7    | 2,0      | 2,0     | 0,9    | 20:15 Min.   | 5,0          |
| Bayer Giants Leverkusen (ProA) | 2019/20 | 25     | 4,4    | 2,6      | 2,0     | 0,7    | 17:34 Min.   | 5,2          |
| Leverkusen (ProA)              | 2020/21 | 28     | 5,0    | 1,4      | 1,4     | 1,0    | 14:59 Min.   | 5,6          |
| Leverkusen (ProA)              | 2021/22 | 35     | 4,7    | 1,9      | 2,6     | 0,8    | 16:04 Min.   | 6,2          |
| Gießen 46ers (ProA)            | 2022/23 | 37     | 2,0    | 1,1      | 0,3     | 0,4    | 10:20 Min.   | 2,2          |
| Gießen (ProA)                  | 2023/24 | 39     | 2,2    | 0,7      | 0,2     | 0,4    | 08:30 Min.   | 2,1          |
| Leverkusen (ProB)              | 2024/25 | 31     | 9,1    | 3,5      | 2,2     | 1,4    | 25:16 Min.   | 9,9          |